# Lucas Ferreira Cardoso
Lucas Ferreira Cardoso (Araguaçu, 7 aprile 1994) è un calciatore brasiliano, attaccante svincolato.

## Carriera

### Club
Il 1º gennaio 2018 viene acquistato a titolo definitivo per 30.000 euro dalla squadra albanese del Partizani Tirana.

## Statistiche

### Presenze e reti nei club
Statistiche aggiornate al 10 marzo 2022.
| Stagione                | Squadra                 | Campionato              | Campionato | Campionato | Coppe nazionali | Coppe nazionali | Coppe nazionali | Coppe continentali | Coppe continentali | Coppe continentali | Altre coppe | Altre coppe | Altre coppe | Totale | Totale |
| Stagione                | Squadra                 | Comp                    | Pres       | Reti       | Comp            | Pres            | Reti            | Comp               | Pres               | Reti               | Comp        | Pres        | Reti        | Pres   | Reti   |
| ----------------------- | ----------------------- | ----------------------- | ---------- | ---------- | --------------- | --------------- | --------------- | ------------------ | ------------------ | ------------------ | ----------- | ----------- | ----------- | ------ | ------ |
| 2013                    | Itumbiara               | D+CG                    | 0+5        | 0          | CB              | 0               | 0               | -                  | -                  | -                  | -           | -           | -           | 5      | 0      |
| 2015                    | Nacional-PR             | D+CP                    | 0+10       | 0          | CB              | 0               | 0               | -                  | -                  | -                  | -           | -           | -           | 10     | 0      |
| 2016                    | Rio Branco-PR           | D+CP                    | 0          | 0          | CB              | 3               | 1               | -                  | -                  | -                  | -           | -           | -           | 3      | 1      |
| 2016-2017               | Pelister                | PL                      | 29         | 11         | CM              | 4               | 2               | -                  | -                  | -                  | -           | -           | -           | 33     | 13     |
| 2017-gen. 2018          | Pelister                | PL                      | 15         | 6          | CM              | 2               | 3               | UEL                | 2                  | 0                  | -           | -           | -           | 19     | 9      |
| Totale Pelister         | Totale Pelister         | Totale Pelister         | 44         | 17         |                 | 6               | 5               |                    | 2                  | 0                  |             | -           | -           | 52     | 22     |
| gen.-giu. 2018          | Partizani Tirana        | KS                      | 12         | 3          | CA              | 2               | 0               | UEL                | -                  | -                  | -           | -           | -           | 14     | 3      |
| 2018-2019               | Partizani Tirana        | KS                      | 12         | 0          | CA              | 2               | 0               | UEL                | -                  | -                  | -           | -           | -           | 14     | 0      |
| 2019-gen. 2020          | Drita                   | SL                      | 12         | 1          | CK              | 0               | 0               | -                  | -                  | -                  | -           | -           | -           | 12     | 1      |
| gen.-giu. 2020          | Besa Kavajë             | KP                      | 4          | 1          | CA              | 0               | 0               | -                  | -                  | -                  | -           | -           | -           | 4      | 1      |
| 2020-2021               | Partizani Tirana        | KS                      | 28         | 5          | CA              | 2               | 0               | -                  | -                  | -                  | -           | -           | -           | 30     | 5      |
| 2021-gen. 2022          | Partizani Tirana        | KS                      | 5          | 0          | CA              | 0               | 0               | UECL               | 4                  | 2                  | -           | -           | -           | 9      | 2      |
| Totale Partizani Tirana | Totale Partizani Tirana | Totale Partizani Tirana | 57         | 8          |                 | 6               | 0               |                    | 4                  | 2                  |             | -           | -           | 67     | 10     |
| 2022                    | Qyzyljar                | PL                      | 1          | 0          | CK              | 0               | 0               | UECL               | 0                  | 0                  | -           | -           | -           | 1      | 0      |
| Totale carriera         | Totale carriera         | Totale carriera         | 118+15     | 27+0       |                 | 15              | 6               |                    | 6                  | 2                  |             | -           | -           | 154    | 35     |